# Коджа Хюсрев Мехмед-паша
Коджа Хюсрев Мехмед-паша, также известен как Коджа Хусрев-паша, Хусрев-паша или Хосрев-паша (тур. Koca Hüsrev Mehmed Paşa; 1769—3 марта 1855) — османский адмирал, реформатор и государственный деятель, который был капудан-пашой османского флота. Занимал пост великого визиря Османской империи со 2 июля 1839 по 8 июня 1840 года во время правления султана Абдул-Меджида I. В течение 1820-х годов занимал ключевые административные роли в борьбе с региональными военачальниками, реформировании армии и турецкой одежды.

## Биография
Родился в 1769 году, имел абазинское происхождение. В молодом возрасте он был доставлен в Стамбул в качестве раба. Позднее он был принят в Эндерун и получил там образование.
Он был протеже Кючюка Хюсейн-паши, реформатора, который был назначен капудан-пашой османского флота в 1792 году. В 1801 году Хюсрев-паша командовал 6-тысячным турецким корпусом, который помогал британцам изгнать французов из Розетты. Он был назначен губернатором Египта (1802—1803), в котором ему было поручено помогать Хусейну-паше в ликвидации уцелевших лидеров мамлюков. Многие из них были освобождены англичанами или бежали вместе с ними, в то время как другие удерживали крепости Эль-Минья между Верхним и Нижним Египтом.
На фоне этих беспорядков Хюсрев-паша предпринял попытку расформировать отряды албанских башибузуков. Это привело к беспорядкам, которые вынудили его уйти из Каира в Дамиетту, где он в конечном итоге был взят в плен объединённой мамлюкско-албанской армией. Позднее он был назначен губернатором Египта Мухаммедом Али на два дня (12—14 марта 1804 года), хотя он не имел реальной власти. Позднее был освобождён из плена и вернулся в Турцию.
Перед отъездом из Египта Коджа Хюсрев-паша был назначен наместником эялета Диярбекир. Через год он был назначен губернатором Салоники. В 1806 году он был губернатором эялета Босния, прежде чем был повторно назначен губернатором Салоников в 1808 году.
Хюсрев-паша занимал чин капудан-паши османского флота с 1811 по 1818 год. Затем дважды был губернатором эялета Трабзон, в этой должности вёл борьбу против местных феодальных правителей (деребеи), выступавших против централизации государства.
Во время Греческой войны за независимость (1821—1829), Коджа Хюсрев Мехмед-паша был вторично назначен капудан-пашой в конце 1822 года. В этой роли он захватил и разрушил остров Псара в июне 1824 года, а затем двинулся против Самоса, где к нему присоединился египетский флот. В июле и августе состоялись Самосское сражение и битва при Геронтас, в которых объединённый османский флот потерпел поражения от флота греческих повстанцев, после чего флот Хюсрева-паши скрылся в Дарданеллах.
В начале 1827 года он был отстранён от службы на флоте, отчасти вследствие давления своего врага, правителя Египта Мухаммеда Али, который обвинил его в том, что он мешал военным операциям его сына Ибрагима-паши в Греции.
В 1826 году Хусрев-паша сыграл жизненно важную роль как в «счастливом событии» (уничтожение корпуса янычар в 1826 году), так и в формировании новой «Мансурской армии» по образцу европейских держав. Назначенный сераскером (командующим армией) Мансура в мае 1827 года, Хюсрев Мехмед-паша реформировал и дисциплинировал корпус. Сам не зная современных военных методов, он собрал штат иностранных специалистов и другой персонал для оказания ему помощи, тот самый "Сераскерийе", который составлял первый штаб в османской истории. Благодаря его раннему выступлению за военную реформу и фактическому контролю над новой османской армией, Хюсрев смог установить многих из своих протеже на старших военных должностях. Всего по рекомендации Хюсрева Мехмед-паши было произведено более 30 генералов.
Хюсрев-паша принял на попечение до ста детей раннего возраста, в том числе иногда рабов, купленных на рынке, которые, после получения образования, впоследствии стали его протеже и поднялись на важные посты в государственной структуре, наиболее заметные из них — Ибрагим Эдхем-паша, который был куплен ребёнком с острова Хиос в Измире на рынке рабов в 1822 году после ужасной резни в Хиосе. Леви упоминает, что в 27-тысячной первоначальной Мансурской армии 1827 года офицерский корпус включал основную группу из 70—80 «детей» Хюсрев-паши.
Хюсрев-паша также сыграл важную роль в скором отказе от тюрбана и принятии фески в качестве универсального головного убора для мусульманских мужчин Османской империи (исключая религиозные классы) при султане Махмуде II. Он видел феску, которую иногда носили тунисцы и алжирцы во время средиземноморского путешествия, и представил её османской столице, из которой обычай распространился на все османские земли, включая Египет.
1 июля 1839 года османский султан Махмуд II умер от туберкулеза, ему наследовал его сын Абдул-Меджид I. Это спровоцировало серьёзный кризис и во время похорон султана Хюсрев-паша вырвал имперскую печать из рук великого визиря Мехмеда Эмина Рауф-паши и добился своего назначения на должность великого визиря (8 июля 1839 года). Но османский капудан-паша Ахмед Февзи-паша, враждовавший с Хюсревом, ни оказал ему поддержки и со всем флотом ушел в Египет, чтобы встретиться с Мухаммедом Али с намерением получить от него военную помощь для похода на Стамбул и захвата власти. Мухаммед Али потребовал от нового султана отставки великого визиря Хюсрева и уступки Сирии Египту. Против великого визиря также выступил министр иностранных дел Мустафа Решид-паша, который через своих агентов при дворе добился отставки великого визиря 8 июня 1840 года. Коджа Хюсрев Мехмед-паша был осужден за коррупцию и отправлен в ссылку в Текирдаг в июле 1841 года. В январе 1842 года Хюсрев-паша был возвращён из ссылки в Стамбул, где в январе 1846 года ему во второй раз пожаловали должность сераскера.
3 марта 1855 года Коджа Хюсрев Мехмед-паша скончался в Стамбуле.